# Heinrich Theodor Flathe
Heinrich Theodor Flathe, född 1 juni 1827 i Tanneberg, Sachsen, död 26 mars 1900 i Loschwitz vid Dresden, var en tysk historiker.
Förutom en rad monografier, huvudsakligen över sachsisk historia, kan av hans arbeten nämnas en omarbetning och fortsättning av Karl Wilhelm Böttigers "Geschichte des Kurstaats und Königreichs Sachsen" i Arnold Hermann Ludwig Heerens och Friedrich August Ukerts samlingsverk (tre band, 1867–73), Das Zeitalter der Restauration und Revolution 1815–51 (1883) i Wilhelm Onckens "Allgemeine Weltgeschichte", Die neueste Zeit (1887 ff.) i "Allgemeine Weltgeschichte", av bland andra Flathe och Gustav Hertzberg, utgiven av G. Grote'sche Verlagsbuchhandlung (1884–92), samt Deutsche Reden (1892 ff.). I artikeln Die Memoiren des Herrn von Friesen (i "Historische Zeitschrift", 1881) kritiserade han skarpt den sachsiske ministern Richard von Friesens memoarer.